# Шерер, Адольф
Адольф Шерер (словац. Adolf Scherer; 5 мая 1938[…], Прьекопа, Чехословакия — 22 июля 2023[…], Сен-Жиль) — чехословацкий футболист, нападающий. Этнический словак.

## Карьера

### Клубная
Карьеру игрока начал в футбольном клубе «Братислава», который позднее был переименован в «Словнафт». Выступал в клубе в течение 8 лет, после чего четыре года играл в командах города Кошице («Локомотиве» и одноимённом «Кошице»). В 1969 году перешёл во французский «Ним Олимпик», затем выступал в любительском клубе «Строярне», карьеру завершил в «Авиньоне Фут». За свою карьеру в чемпионате Чехословакии забил 126 голов и стал третьим в списке лучших бомбардиров первенства Чехословакии за все годы, пропустив вперёд только Ладислава Павловича и Йозефа Адамца

### В сборной
В составе сборной играл на чемпионатах мира 1958 и 1962, на чемпионате Европы 1960. В рамках сборной провёл 36 игр и забил 22 гола. Три из них были забиты на чемпионате мира 1962: один в ворота Венгрии в 1/4 финала (он же стал победным) и два в полуфинале против Югославии (причём один был забит с пенальти). С тремя голами Шерер стал лучшим бомбардиром сборной Чехословакии на том турнире и серебряным призёром чемпионата: в финале против Бразилии даже он не помог спастись от поражения 1:3. По итогам турнира Шерер получил «серебряную бутсу» (приз игроку, занявшему второе место в споре бомбардиров).

## Личная жизнь
Адольф проживал с семьёй в Ниме. Он женат, у него есть дочь и сын Рудольф, который сейчас занимается тренерской деятельностью в футболе.